# Fergie's Fledglings
Fergie's Fledglings waren een groep voetbalspelers die zich onder trainer Sir Alex Ferguson ontwikkelden bij de jeugdafdeling van Manchester United, alvorens in de jaren 1990 door te stromen naar het eerste elftal. Er zijn daarin twee belangrijke generaties te onderscheiden, waarvan de zogenaamde Class of '92 met onder meer David Beckham, Ryan Giggs en Paul Scholes het bekendst is.
De allitererende bijnaam is een verwijzing naar de Busby Babes, een groep getalenteerde United-spelers onder toenmalig trainer Sir Matt Busby in de jaren 1950. Een groot deel van die spelers kwam in 1958 om het leven bij de Vliegramp van München.

## Geschiedenis

### Late jaren 1980

Ryan Giggs werd als eerste lid van de Class of '92 een vaste waarde in het eerste elftal van Manchester United.

De term Fergie's Fledglings werd voor het eerst gebruikt in de media om een groep getalenteerde spelers te beschrijven die vanaf het seizoen 1988/89 in het eerste elftal van Manchester United belandden. In die tijd was Ferguson nog maar enkele seizoenen aan de slag in Manchester en had hij nog geen echte successen geboekt. Ondanks hun talent leverde de inbreng van deze jongere generatie relatief weinig succes op: enkel verdediger Lee Martin en middenvelder Lee Sharpe konden zich echt doorzetten bij United. Zij speelden een belangrijke rol bij de eerste successen van Ferguson bij United: de FA Cup in 1990 en de Europacup II in 1991. Dankzij die overwinningen mocht Ferguson, wiens positie aanvankelijk onzeker was, toch aanblijven bij de club.

### Jaren 1990
In de eerste helft van de jaren 1990 brak onder assistent-coaches Brian Kidd en Eric Harrison een tweede generatie Fledglings door die meer succes kende dan die van de late jaren 1980. Die tweede generatie bestond grotendeels uit spelers die de finale van de jongerenvariant van de FA Cup hadden behaald in 1992. De belangrijkste spelers van die groep waren David Beckham, Ryan Giggs, Paul Scholes, Nicky Butt en de broers Gary en Phil Neville. Naar hen wordt collectief verwezen als de Class of '92. Giggs was daarvan de eerste die zijn debuut maakte bij de eerste ploeg en er vanaf 1991 ook een vaste waarde werd. Toen ook de andere spelers vanaf 1995 hun plek in het elftal innamen, werd de term Fergie's Fledglings weer vaker opgenomen in de media.
Toen de jonge spelers vaste waarden in het elftal van United werden ten koste van gevestigde namen als Paul Ince en Mark Hughes, werd daar in eerste instantie sceptisch op gereageerd. Na een nederlaag aan het begin van het seizoen 1995/96 liet Match of the Day-analist Alan Hansen bijvoorbeeld optekenen: "You'll never win anything with kids" ("Met die kinderen kun je niets winnen"). Ferguson bewees zijn ongelijk echter door aan het einde van het seizoen de titel te pakken, wat hij een jaar later nog eens zou overdoen. Ook de FA Cup en de Community Shield werden gewonnen. De spelers van de Class of '92 zouden uitgroeien tot de ruggengraat van de ploeg die in 1999 een historische treble pakte en in 2008 opnieuw de Champions League won. Giggs, Scholes en Gary Neville zouden hun hele carrière voor United spelen, terwijl de rest ook bij andere ploegen successen beleefde.
De opkomst en successen van de Class of '92 werden in beeld gebracht in de gelijknamige documentairefilm uit 2013.

## Lijst met spelers

### 1980s
- Russell Beardsmore
- Lee Martin
- Mark Robins
- Lee Sharpe
- David Wilson

### 1990s
- David Beckham
- Wes Brown
- Nicky Butt
- Luke Chadwick
- Terry Cooke
- Simon Davies
- Ryan Giggs
- Keith Gillespie
- Gary Neville
- Phil Neville
- Robbie Savage
- Paul Scholes